# Spermacoce membranacea
Spermacoce membranacea är en måreväxtart som beskrevs av Robert Brown och George Bentham. Spermacoce membranacea ingår i släktet Spermacoce och familjen måreväxter. Inga underarter finns listade i Catalogue of Life.